# The Best Man Wins (film 1912 Dwan)
The Best Man Wins è un cortometraggio muto del 1912 diretto da Allan Dwan.

## Trama
Il giovane Neilan lavora in un ranch e corteggia l'ereditiera, che vorrebbe sposare. Ma l'arrivo di un vecchio compagno di scuola riaccende l'amore della ragazza e il cowboy perde ogni speranza di conquistarla.

## Produzione
Il film fu prodotto dall'American Film Manufacturing Company (con il nome Flying A).

## Distribuzione
Distribuito dalla Film Supply Company, il film - un cortometraggio in una bobina - uscì nelle sale il 21 ottobre 1912.